# Gavray-sur-Sienne
Gavray-sur-Sienne es una comuna nueva francesa situada en el departamento de Mancha, de la región de Normandía.

## Historia
Fue creada el 1 de enero de 2019, en aplicación de una resolución del prefecto de Mancha de 12 de diciembre de 2018 con la unión de las comunas de Gavray, Le Mesnil-Amand, Le Mesnil-Rogues y Sourdeval-les-Bois, pasando a estar el ayuntamiento en la antigua comuna de Gavray.

## Demografía
Según los datos aportados en la resolución del prefecto de Mancha, la comuna se crea con 2028 habitantes.

## Composición
| Comuna fusionada   | Código INSEE | Población (2016) | Superficie (km²) | Densidad (hab./km²) |
| ------------------ | ------------ | ---------------- | ---------------- | ------------------- |
| Gavray             | 50197        | 1447             | 20.6             | 70                  |
| Le Mesnil-Amand    | 50301        | 170              | 6.78             | 25                  |
| Le Mesnil-Rogues   | 50320        | 152              | 4.78             | 32                  |
| Sourdeval-les-Bois | 50583        | 211              | 5.86             | 36                  |